# 洛伊布勒巴巴山

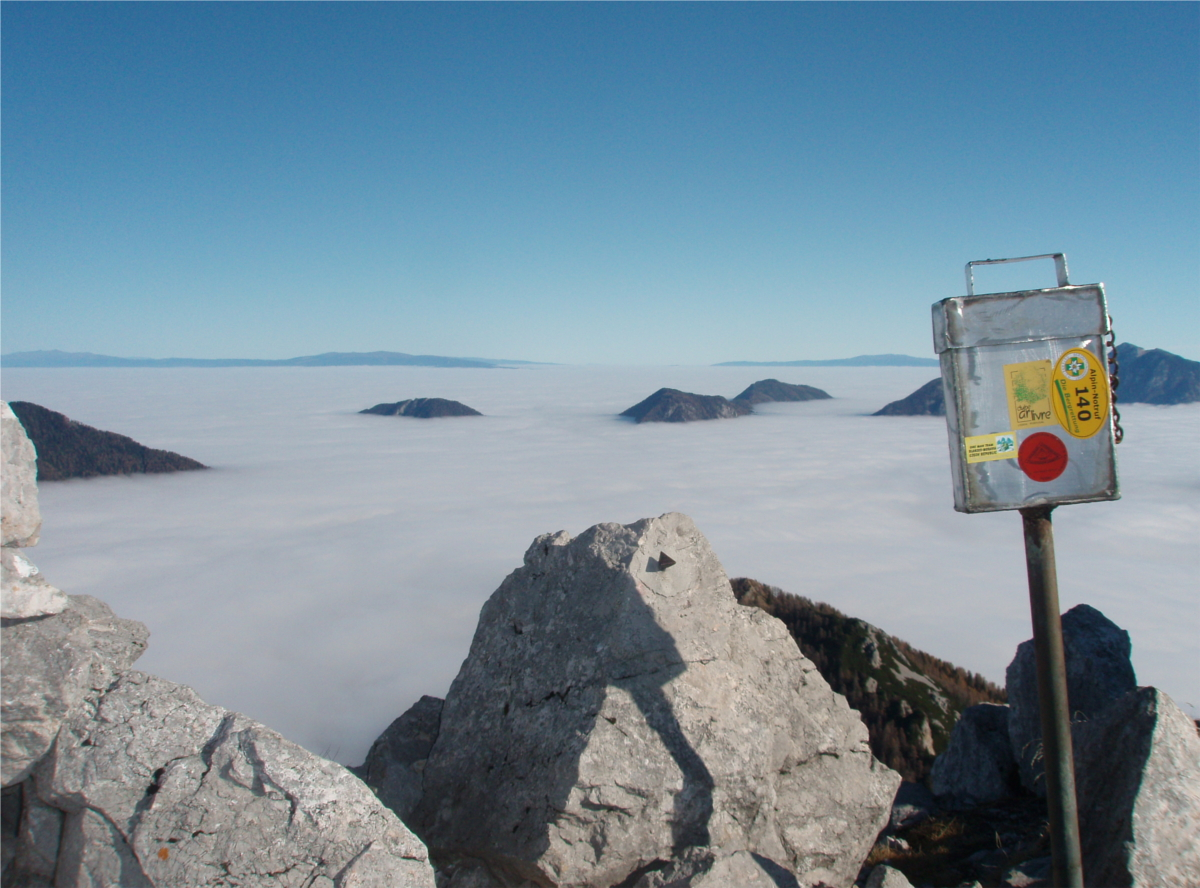

46°26′19″N 14°17′57″E / 46.43861°N 14.29917°E
洛伊布勒巴巴山（德語：Loibler Baba），是奧地利的山峰，位於該國南部，由克恩頓州負責管轄，屬於卡拉萬克斯山脈的一部分，海拔高度1,969米，每年平均降雨量2,160毫米。